# H・リチャード・ニーバー
H・リチャード・ニーバー（英語: H. Richard Niebuhr、1894年9月3日 - 1962年7月5日）は、アメリカ合衆国のキリスト教神学者。ラインホルド・ニーバーの弟でもある。

## 生涯
1894年、ミズーリ州のライト市にプロテスタント牧師ギュスタフ・ニーバーを父に生まれる。兄はラインホルド・ニーバー。1912年にエルムハースト大学と1915年にエデン神学校を卒業後、1918年にセントルイス・ワシントン大学の修士課程、1924年にイェール大学で博士号を取得した。ミズーリ州セントルイスで牧師となり、母校のエデン神学校やエルムハースト大学で教鞭を執った。1962年、コネチカット州のニューヘイブンで死去。

## 思想
神を絶対化する一方で、人間は移ろい易い存在だと認定する一方で、文化相対主義と多様性、寛容な精神を主張した。また、キリスト教と人間の文化を分けて考えて、「キリストと文化」、「キリスト対文化」、「文化を超えるキリスト」、「文化を変形させるキリスト」という形で、キリスト教が人間文化に対してどう対応すべきかを論じた。『アメリカ型キリスト教の社会的起源』で嫡子教会と廃嫡者の教会を考察している。

## 主な著書
- 『アメリカ型のキリスト教の社会的起源』
- 『近代文化の崩壊と唯一神信仰』 1929年
- 『アメリカにおける神の国』 1937年
- 『キリストと文化』 (1951年) 1949年にテキサス州のオースティン神学校で行われた講演を再構成した本。